# Afzelia africana
Afzelia africana är en ärtväxtart som beskrevs av Christiaan Hendrik Persoon. Afzelia africana ingår i släktet Afzelia och familjen ärtväxter. IUCN kategoriserar arten globalt som sårbar. Inga underarter finns listade i Catalogue of Life.

## Bildgalleri

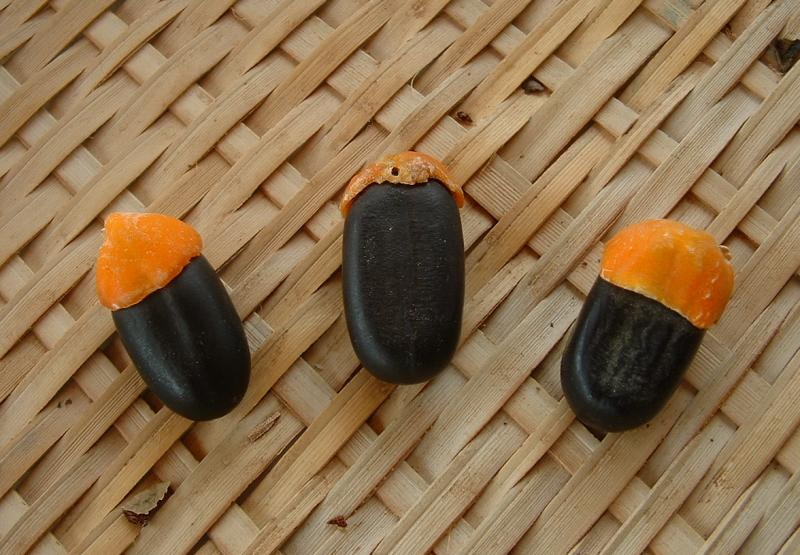
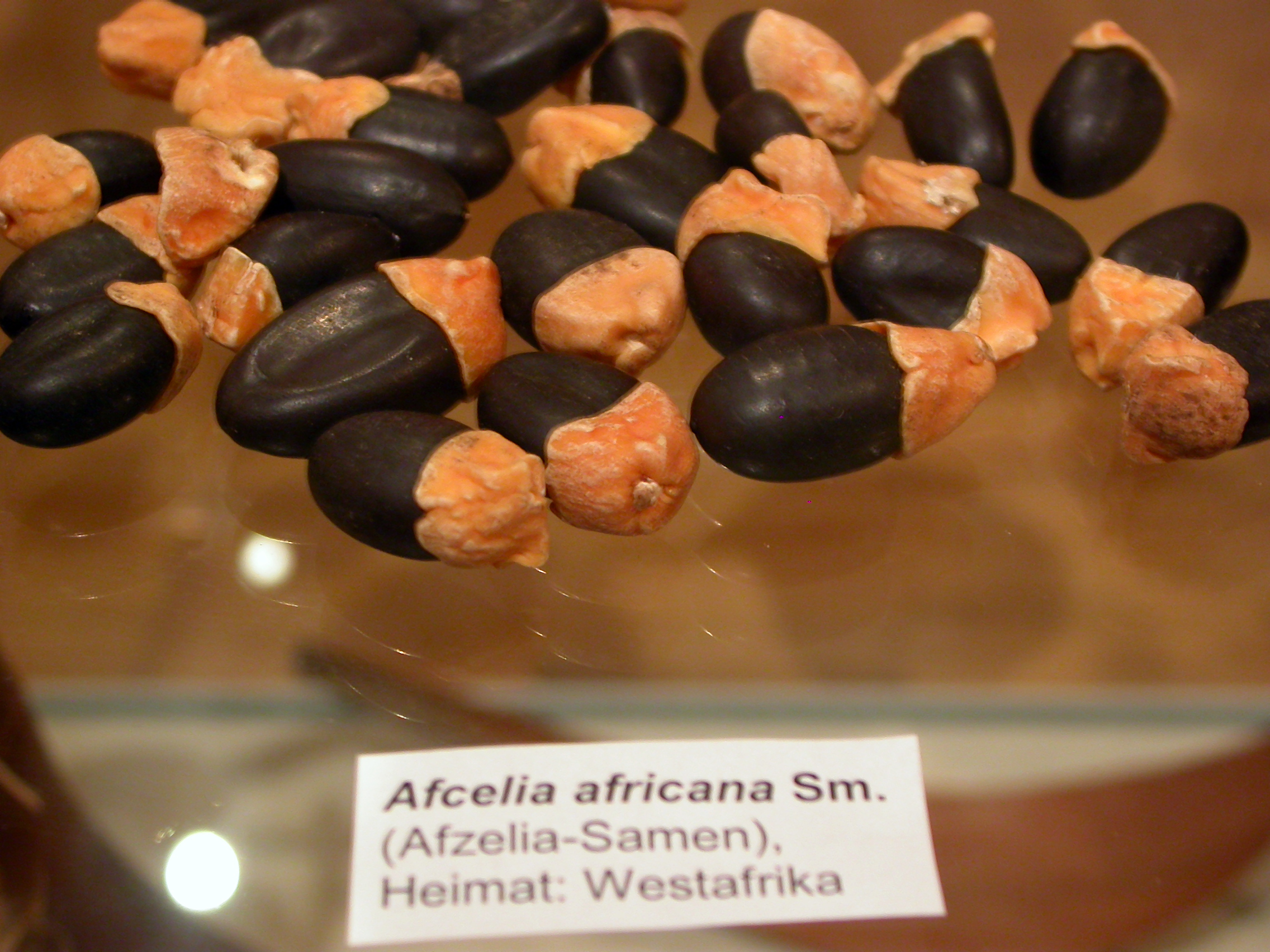
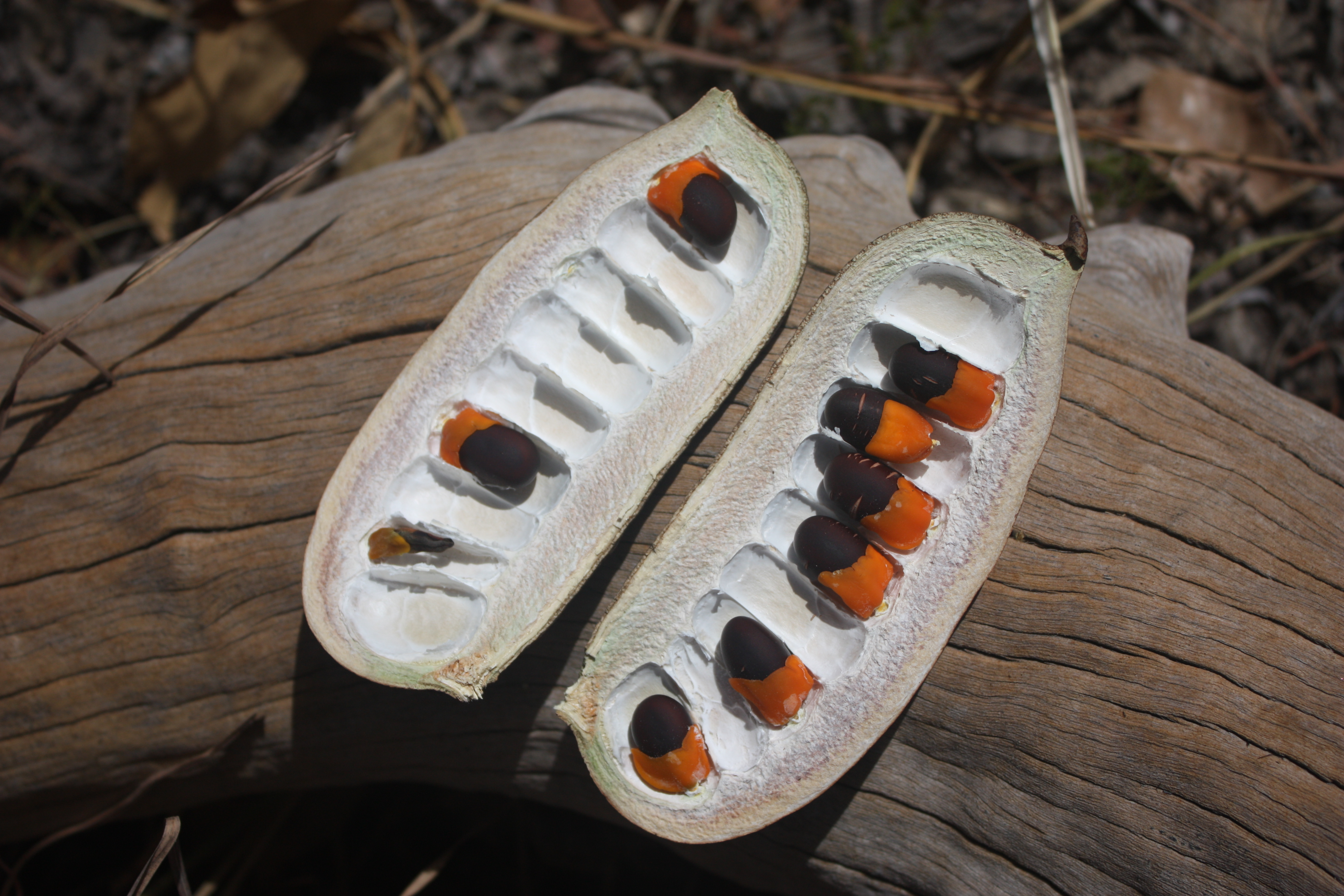